# Nathalie Bastianelli
Pour les articles homonymes, voir Bastianelli.

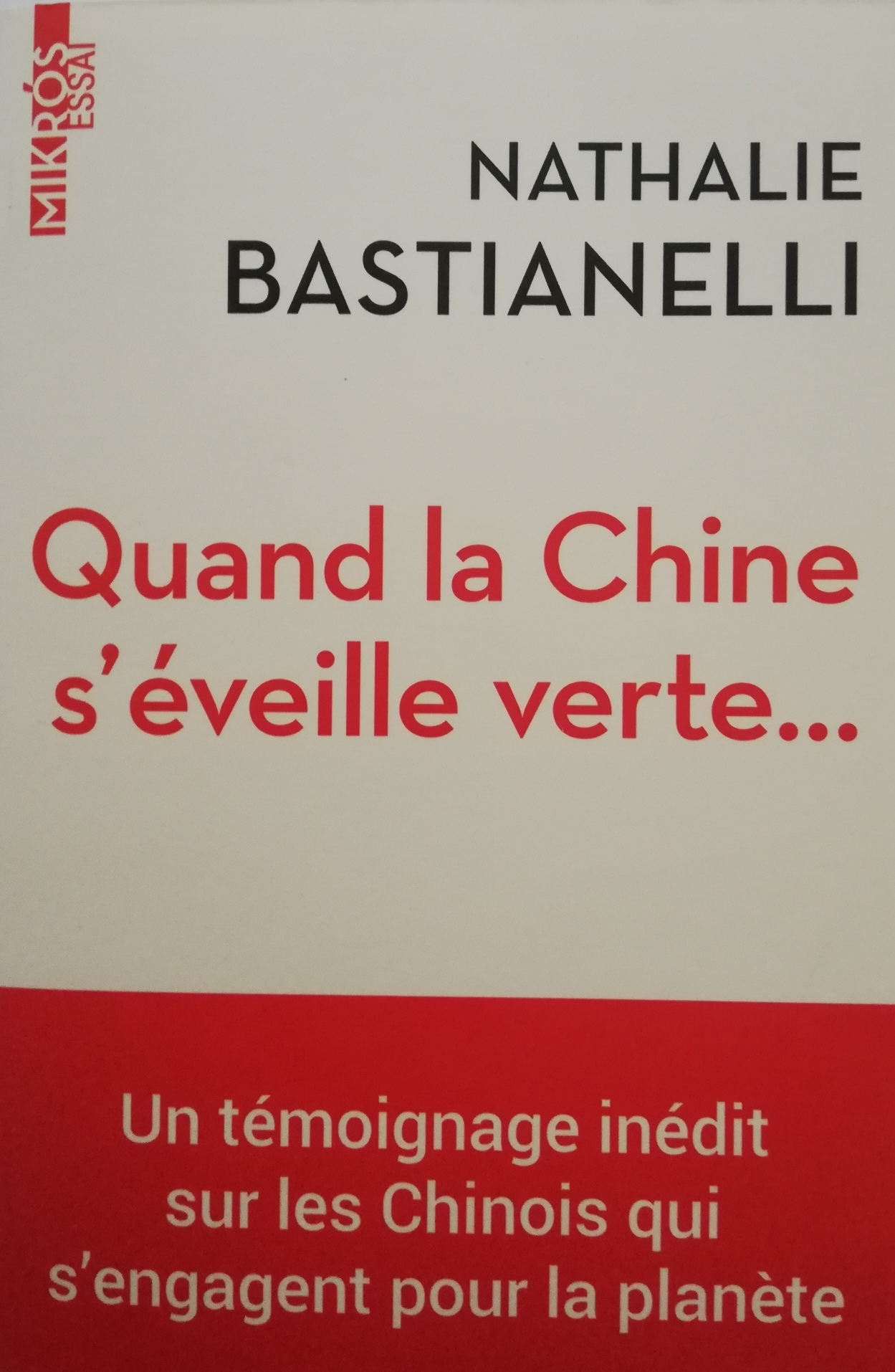
Livre de Nathalie Bastianelli : "Quand la Chine s'éveille verte..."

Nathalie Bastianelli, née le 8 avril 1964 à Saint-Julien-en-Genevois, est une entrepreneure sociale et conférencière.

## Carrière professionnelle
Ancienne CEO de l'agence Havas-Media en Chine, Nathalie Bastianelli crée en 2013 Belong & Partners,, une entreprise sociale et solidaire qui promeut les solutions et les innovations répondant aux défis sociaux et environnementaux du XXIe siècle, ainsi que les nouveaux modes de consommation responsables et durables,,.

## WeBelong Forum
Conseillère du commerce extérieur de la France de 2007 à 2013 et conférencière,
, elle publie également des chroniques, notamment en tant que contributrice du monde Cleantech des technologies propres, dans le quotidien La Tribune. Elle fonde en 2014 le WeBelong Forum,, rendez-vous annuel qui se déroule à Pékin ou à Shanghaï et qui rassemble des acteurs chinois et internationaux pour échanger des solutions et promouvoir un style de vie et des modes de consommation durables. La Chine, plus gros pollueur du monde, est aussi le pays qui investit le plus dans les énergies vertes.
Reporterre, « le quotidien de l'écologie », interroge Nathalie Bastianelli en février 2015 sur le thème « Que peuvent nous apporter les Chinois en matière d’écologie ? ».
La première édition du WeBelong Forum s’est déroulée les 23 et 24 septembre 2015 à Pékin dans l'enceinte de Yishu 8, soit deux mois avant la Conférence de Paris de 2015 sur les changements climatiques (COP21), la conférence sur les enjeux climatiques qui s'est tenue à Paris. Le WeBelong Forum a été labellisé COP21. Dans son émission Le patron de la semaine, la station de radio BFM Business la qualifie de créatrice « d'un pont culturel entre l’Europe et la Chine sur la thématique du développement durable ».
Elle est qualifiée par BFM Business de créatrice « d'un pont culturel entre l’Europe et la Chine sur la thématique du développement durable ».[réf. nécessaire]

## Publication
- Nathalie Bastianelli, Quand la Chine s'éveille verte... : Un témoignage inédit sur les Chinois qui s'engagent pour la planète, Éditions de l'Aube, coll. « Monde en cours / L'Aube essai », 2021, 317 p., 14,3 × 22,0 × 2,4 cm (ISBN 978-2-8159-4625-4, SUDOC https://www.sudoc.fr/258045183). [Présentation en ligne sur France Culture : Quentin Lafay, « Quel rôle joue la société civile chinoise dans la Transition climatique ? », sur France Culture (6 min), 9 novembre 2021 (consulté le 14 février 2016)], disponible en replay.